# Шон Комбс
Шон Джон Комбс або Комбз (англ. Sean John Combs; нар. 4 листопада 1969) — американський репер, музичний продюсер, актор, підприємець. Народився у Гарлемі та виріс у Маунт-Вернонті у Нью-Йорку. У ході своєї кар'єри використовував сценічні псевдоніми Пафф Дедді (англ. Puff Daddy), Пі Дідді (англ. P. Diddy), Дідді (англ. Diddy). У 2009 році заснував групу Diddy — Dirty Money. У вересні 2024 року його заарештували за звинуваченням у рекеті, насильницькій торгівлі людьми та перевезенні з метою проституції.
Дебютний альбом Комбса, No Way Out (1997), став семиразово «платиновим» з продажу в США і за нього репер виграв премію «Греммі» за найкращий реп-альбом. За ним послідували успішні альбоми, такі як Forever (1999), The Saga Continues... (2001) і Press Play (2006). У 2009 році Комбс сформував музичний гурт Diddy — Dirty Money і випустив добре рецензований критиками і комерційно успішний альбом Last Train to Paris (2010).
Дев'ять пісень артиста були номіновані на премію «Греммі», дві з яких виграли: «I'll Be Missing You» (1997) і «Shake Ya Tailfeather» (2004). Комбс виграв три премії «Греммі», дві премії MTV Video Music Awards, дві премії BET Hip Hop Awards, три премії BET Awards і одну премію NAACP Image Awards. Комбс був продюсером реаліті-шоу Making the Band телеканалу MTV, а також знявся у двадцяти двох фільмах і серіалах.
За оцінкою журналів Forbes і Time, Шон Комбз є одним з найбільш впливових і заможних діячів світу хіп-хопу.
У 2017 році очолив рейтинг найбільш високооплачуваних знаменитостей світу за версією журналу Forbes. Його річний дохід склав $130 млн.
Станом на 2022 рік його статок оцінюється в $1 млрд.

## Раннє життя
Шон Джон Комбс народився 4 листопада 1969 року в районі Гарлем в боро Мангеттен в Нью-Йорк і виріс у Маунт-Вернон, Нью-Йорк. Його мати, Дженіс (Смоллз), була моделлю і помічницею вчителя, а його батько, Мелвін Ерл Комбс, служив у ВПС США і був партнером засудженого нью-йоркського наркоторговця Френка Лукаса. У 33 роки Мелвіна, що сидів у своєму авто, застрелили на Сентрал-Парк-Вест; Шону було 2 роки.
1987 року Комбс закінчив римсько-католицьку середню школу Маунт-Сент-Майкл-Академі. Він грав в американський футбол за школу, його команда виграла кубок дивізіону в 1986 році. Шон сказав, що йому дали прізвисько 'Puff' у дитинстві, тому що він «важко дихав і пихтів», коли злився.
Комбс навчався бізнесу в Говардському університеті, але залишив його після закінчення другого курсу. У 2014 році він повернувся до Говардського університету, щоб отримати почесний докторський ступінь з гуманітарних наук і виголосити напутню промову перед студентами 146-го випуску.

## Кар'єра в бізнесі
Журнал Fortune помістив Комбса на 12 місце у своєму списку «Найкращі 40 підприємців до 40 років» у 2002 році. Журнал Forbes підрахував, що за рік, що закінчується в травні 2017 року, Комбс заробив 130 млн доларів, помістивши його на перше місце серед артистів. 2019 року його передбачуваний власний капітал становив 740 млн доларів.

### Sean John

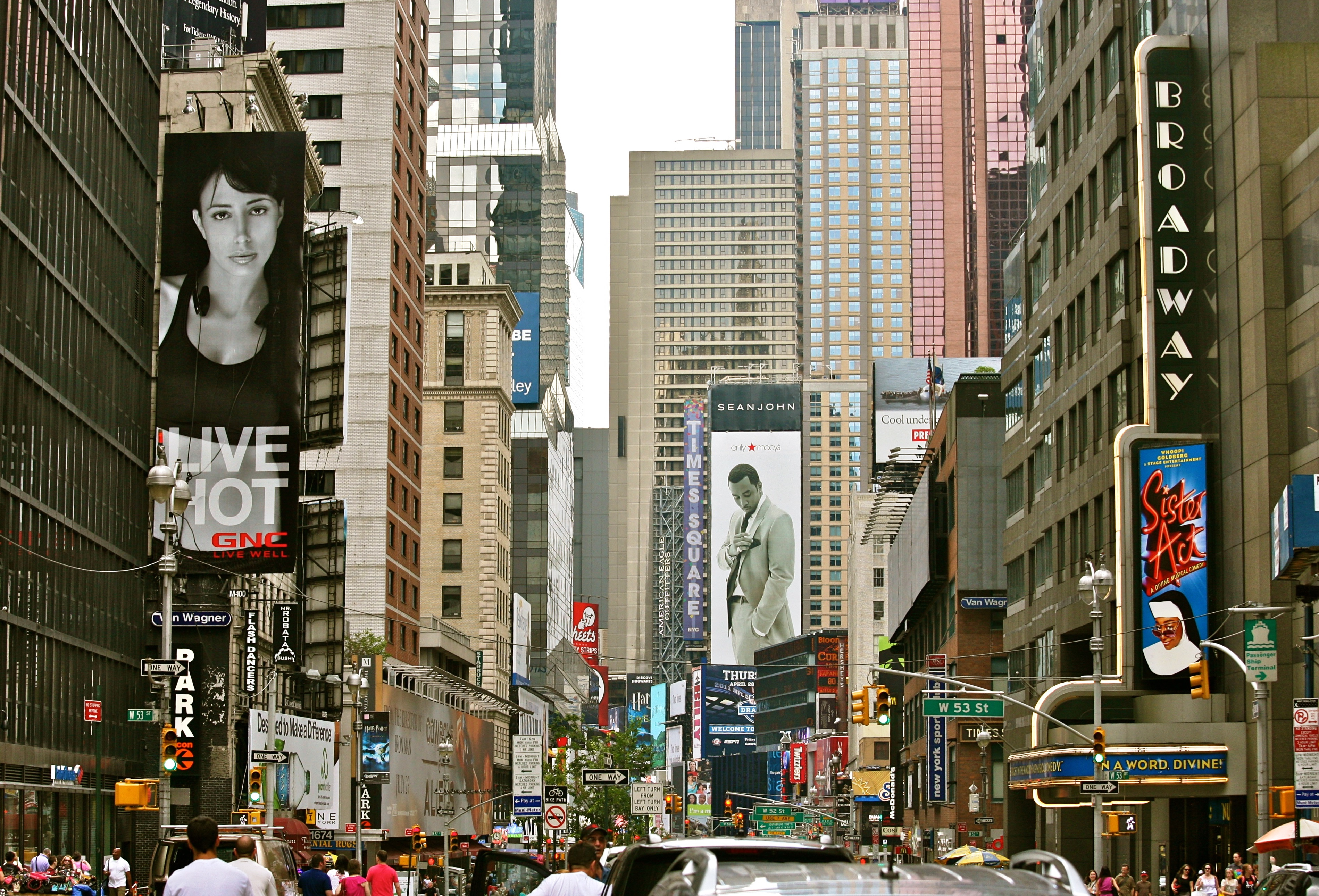
Рекламний щит Sean John на Бродвеї

У 1998 році Комбс запустив лінію одягу Sean John. Він був номінований на премію «Дизайнер чоловічого одягу року» на Раді модельєрів Америки 2000 року, і виграв 2004 року. Каліфорнійський мільярдер Роналд Беркл інвестував у компанію 100 млн доларів у 2003 році.
14 лютого 2004 року Кернаган оголосив, що на заводі було впроваджено поліпшення, включно з додаванням систем кондиціонування повітря і очищення води, звільненням найжорстокіших наглядачів і створенням профспілки. Наприкінці 2006 року універмаг Macy's прибрав куртки Sean John з полиць, коли вони виявили, що одяг було зроблено з використанням хутра єнотоподібної собаки. Комбс не знав, що куртки були зроблені з собачого хутра, але щойно його попередили, виробництво припинили.
У листопаді 2008 року Комбс додав до бренду Sean John чоловічий парфум під назвою «I Am King». Аромат, присвячений Бараку Обамі, Мухаммеду Алі і Мартіну Лютеру Кінгу, використовував у своїй рекламі топ-модель Бар Рафаелі. На початку 2016 року Sean John представив колекцію бренду GIRLS.

### Інші проєкти
Комбс є головою Combs Enterprises, головної компанії для його портфоліо бізнесів. На додаток до своєї лінії одягу, Комбс володів двома ресторанами під назвою Justin's, названі на честь його сина. Перший ресторан у Нью-Йорку був закритий у вересні 2007 року; другий в Атланті був закритий у червні 2012 року. Він є дизайнером альтернативної форми баскетбольного клубу Даллас Маверікс. У жовтні 2007 року Комбс погодився допомогти в розробці горілчаного бренду Cîroc за 50-відсоткову частку прибутку. 21 жовтня 2008 року Комбс придбав лінію одягу Enyce у Ліз Клейборн за 20 мільйонів доларів. Комбс має велику частку в телевізійній мережі Revolt TV, яка також має філію з виробництва фільмів. Мовлення почалося в 2014 році. У лютому 2015 року Комбс об'єднався з актором Марком Волбергом і бізнесменом Роналдом Берклом з Yucaipa Companies, щоб купити контрольний пакет акцій в Aquahydrate, напої без калорій для спортсменів. Джон Кохрен, колишній президент Fiji Water, є генеральним директором компанії.

## Особисте життя

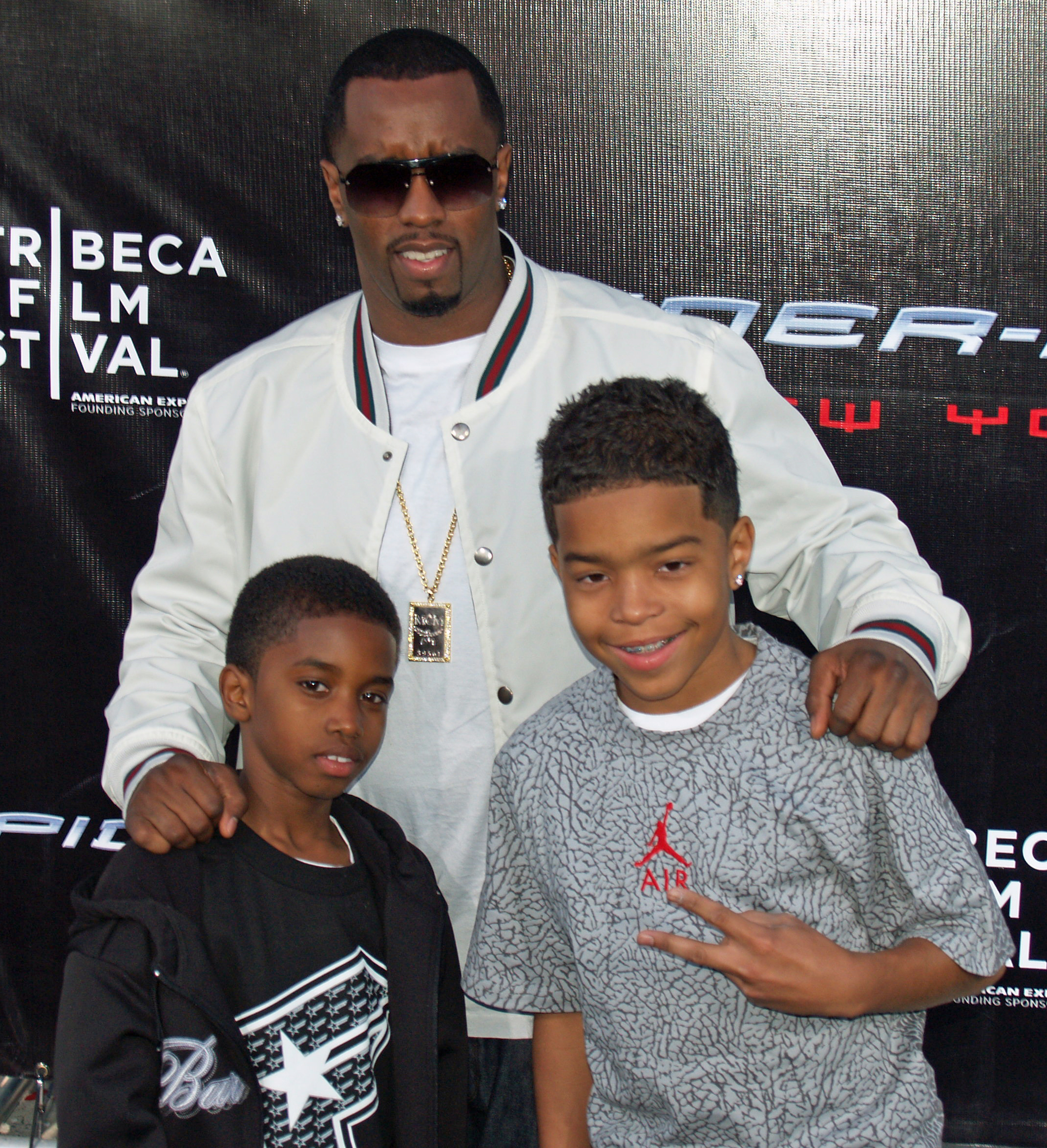
Комбс із синами Крістіаном і Джастіном на прем'єрі фільму «Людина-павук 3: Ворог у відображенні» (2007)

### Сім'я
Комбс — батько шістьох дітей. Його перша біологічна дитина, Джастін, народився 1993 року від дизайнерки Мізи Гілтон-Брім. Джастін відвідував Каліфорнійський університет у Лос-Анджелесі і отримував футбольну стипендію.
У Комбса були непостійні стосунки з Кімберлі Портер з 1994 по 2007 рік. Він усиновив і виховав Квінсі (нар. 1991), сина Портер від попередніх стосунків зі співаком/продюсером Al B. Sure! Разом у них народилися син Крістіан (нар. 1998) і доньки-близнюки Д'Ліла Стар і Джессі Джеймс (нар. 2006). Портер померла від запалення легенів 15 листопада 2018 року. З 1999 по 2001 перебував у відносинах з Дженніфер Лопес, пара розлучилася, але залишилася в дружніх стосунках.

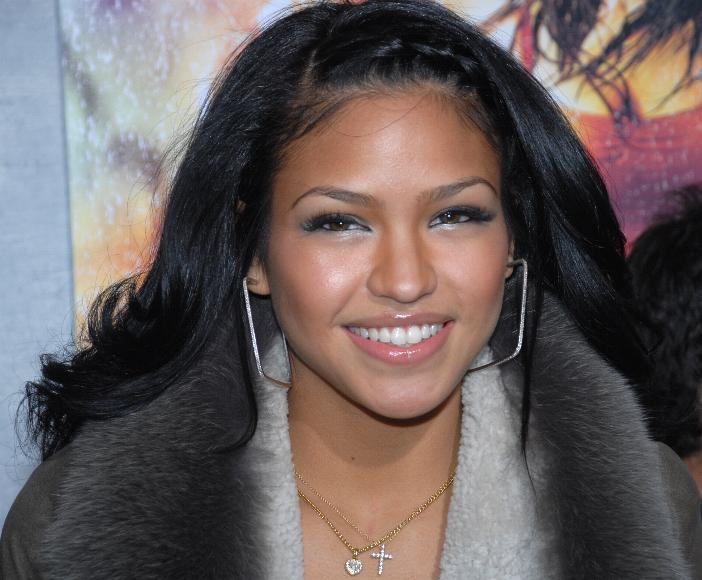
Кессі Вентура

За п'ять місяців до народження його двійнят у Комбса народилася дочка Ченс від Сари Чепмен. Він узяв на себе юридичну відповідальність за Ченс у жовтні 2007 року.
Також у Комбса були постійні стосунки з Кессі Вентура, які тривали з 2006 по 2018 рік. У листопаді 2023 року Вентура звинуватила Комбса в аб'юзі та насильстві в період стосунків із репером. Однак, сторони дійшли до досудової угоди за добу після висунутих звинувачень.
Сини Комбса, Квінсі та Джастін, з'явилися на шоу My Super Sweet 16 телеканалу MTV. Комбс влаштував Квінсі вечірку за участю знаменитостей і подарував йому дві машини як подарунок до 16-річчя. На 16-й день народження Джастіна Комбс подарував йому автомобіль Maybach за 360 тисяч доларів.
Комбсу належить будинок в Алпайн, Нью-Джерсі, який він купив за 7 мільйонів доларів.

### Благодійна робота і почесті

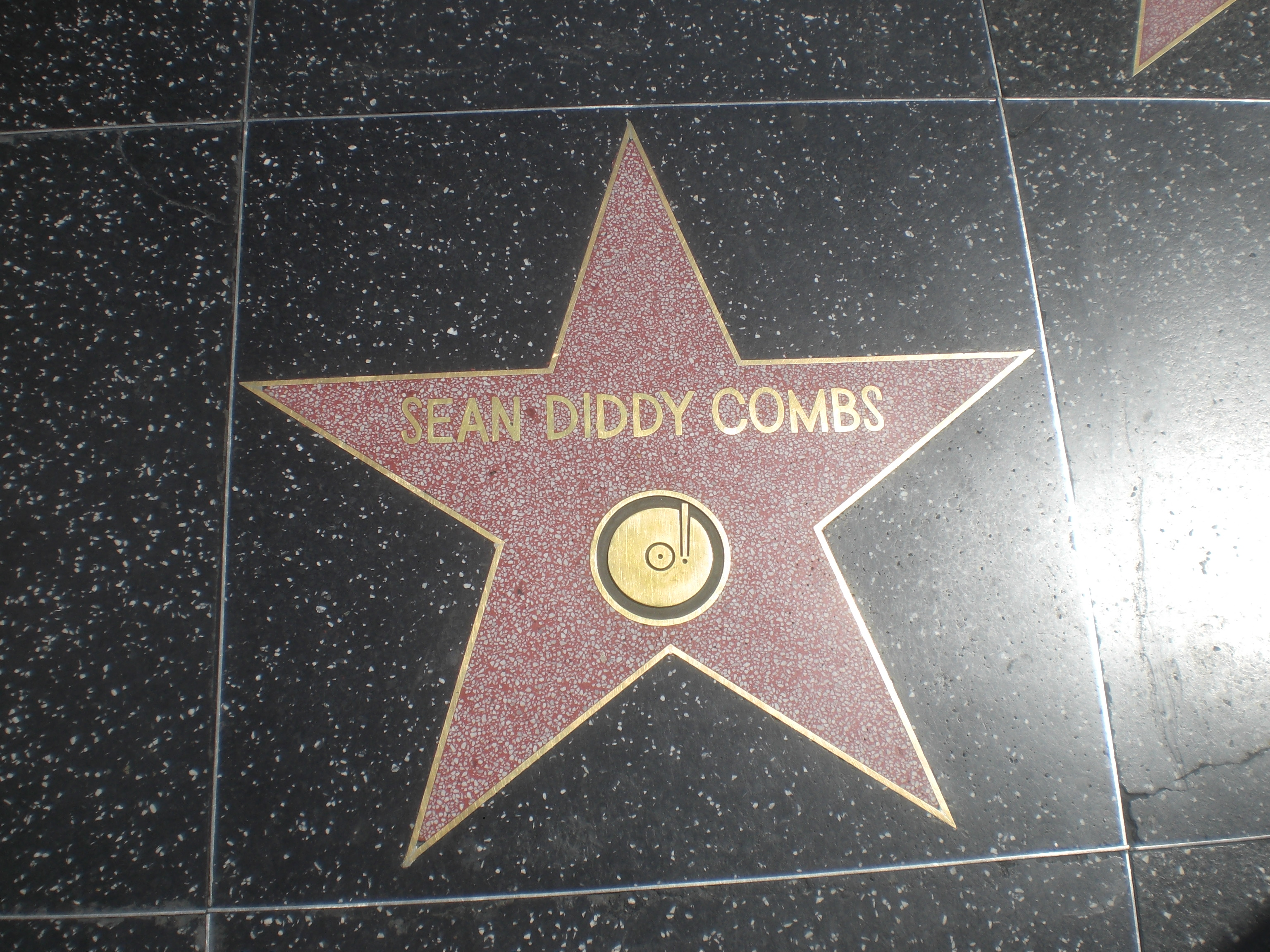
Зірка Комбса на Голлівудській «Алеї слави»

У 1995 році Комбс заснував організацію Daddy's House Social Programs, яка допомагає молоді в місті. Програми включають репетиторство, уроки життєвих навичок і щорічний літній табір. Разом із Jay-Z він виділив 1 мільйон доларів, щоб допомогти підтримати жертв урагану Катріна 2005 року, і подарував жертвам одяг зі своєї лінії одягу Sean John. Він пожертвував комп'ютери та книги для нью-йоркських шкіл.
Мер Чикаго Річард М. Дейлі назвав 13 жовтня 2006 року «днем Дідді» на честь благодійної роботи Комбса. У 2008 році Комбс був удостоєний зірки на Голлівудській «Алеї слави».
У 2014 році Комбс отримав почесний докторський ступінь від Говардського університету, де він виголосив вступну промову на 146-й церемонії відкриття. У своїй промові Комбс визнав, що його досвід роботи в ролі студента Говарда позитивно вплинув на його життя. У 2016 році Комбс пожертвував 1 мільйон доларів Говардському університету для створення стипендіального фонду Шона Комбса, щоб допомогти студентам, які не в змозі оплатити їхнє навчання.

### Стиль гардероба
Комбс описує свій стиль гардероба як «розв'язність, непідвладне часу, різноманітне». 2 вересня 2007 року Комбс провів свою дев'яту щорічну «Білу вечірку», на якій гості були обмежені білим дрес-кодом. «Біла вечірка», яка також відбулася в Сен-Тропе, була проведена в його будинку в Іст-Гамптоні, Лонг-Айленд. Комбс заявив: «Ця вечірка входить до трійки найкращих, які я влаштовував. Це вечірка з легендарним статусом. Важко влаштувати вечірку, яка відповідає своїй легенді».

## Проблеми із законом

### Порушення закону та судові позови
У 1997 році Комбсу було пред'явлено позов Інгою Бонго за неуважність господаря будинку, який вона у нього орендувала. Комбс заперечував звинувачення.
У квітні 1999 року Комбс був звинувачений у нападі в результаті інциденту зі Стівом Стаутом з Interscope Records. Стаут був менеджером Nas'а, з яким Комбс зняв відео на початку цього року для пісні «Hate Me Now». Комбс був стурбований тим, що відео, в якому було показано розп'яття Наса і Комбса, було блюзнірським. Він попросив, щоб його сцени на хресті прибрали, але після того, як відеокліп вийшов в ефір на MTV 15 квітня, Комбс відвідав офіс Стаута і поранив його. Комбсу висунули обвинувачення в нападі другого ступеня і злочинному заподіянні шкоди, і він був засуджений до відвідування одноденного заняття з управління гнівом.
27 грудня 1999 року Комбс і його тодішня подруга Дженніфер Лопес були в клубі «Club New York» на Мангеттені, коли почалася стрілянина. Після поліцейського розслідування Комбса і його колегу, репера Shyne, було заарештовано за порушення зберігання зброї та у зв'язку з іншими звинуваченнями. Комбсу було пред'явлено звинувачення за чотирма епізодами, пов'язаними зі зброєю і підкупом його водія, Вордела Фендерсона, щоб він заявив про те, що це був його пістолет.
З прийняттям постанови про клятву було розпочато широко розрекламований судовий розгляд. Адвокатами Комбса були Джонні Кокран і Бенджамін Брафман. Комбса визнали невинним за всіма пунктами обвинувачення; Shyne засудили за п'ятьма з восьми обвинувачень і засудили до 10-ти років тюремного ув'язнення. Комбс і Лопес розлучилися незабаром після цього. Позов, поданий Фендерсоном, який сказав, що йому було завдано емоційної шкоди після стрілянини, було врегульовано в лютому 2004 року. Адвокати обох сторін, погодившись зберегти умови врегулювання в таємниці, заявили, що це питання було «вирішено до задоволення всіх сторін».
У 2001 році репер був заарештований за водіння з призупиненою ліцензією у Флориді.
У 2003 році Національний комітет з праці виявив, що фабрики, які виробляють одяг у Гондурасі, порушували трудове законодавство Гондурасу. Серед звинувачень було те, що робітників обшукували і змушували робити тести на вагітність. Ванні кімнати були замкнені і доступ суворо контролювався. Співробітники були змушені працювати понаднормово і отримувати зарплату потогінною системою праці. Чарльз Кернаган з Національного комітету з праці сказав The New York Times, що «Шон Puff Daddy, очевидно, має багато впливу, він може буквально багато чого зробити за одну ніч, щоб допомогти цим працівникам».
Також у 2003 році Кірк Берроуз подав до суду на Комбса, стверджуючи, що той змусив його відмовитися від своїх акцій у Bad Boy Records, погрожуючи побиттям. У 2006 році справу було припинено у зв'язку із закінченням терміну позовної давності.
У листопаді 2005 року лондонський музичний артист і діджей Річард Дірлав, який виступав під ім'ям «Diddy» з 1992 року –  за дев'ять років до того, як Комбс почав використовувати ім'я «P. Diddy» – , домагався судової заборони на це ім'я в Високому суді Лондона. Він ухвалив рішення про позасудове врегулювання питання в розмірі 10 000 фунтів стерлінгів за шкоду і понад 100 000 фунтів стерлінгів за витрати. Комбс більше не може використовувати ім'я Diddy у Великій Британії, де він досі відомий як P. Diddy.
Звинувачення в нападі, висунуте Мічиганським телеведучим Рохеліо Міллсом, було знято на користь Комбса в 2005 році.
У серпні 2007 року Джерард Рехніцер подав до суду на Комбса за завдання побоїв. За заявами Рехніцера, Комбс ударив його біля нічного клубу Голлівуду. Джерард стверджував, що на нього напали після того, як він підійшов до Комбса, коли реп-магнат розмовляв зі своєю дівчиною. Комбс врегулював позов на нерозкритих умовах у березні 2008 року.
У березні 2008 року газета Los Angeles Times' заявила, що 1994 року The Notorious B.I.G. і Комбс організували пограбування і стрілянину в Тупака Шакура, обґрунтовуючи заяву нібито документами ФБР; газета пізніше відмовилася від цієї історії, визнавши, що документи були сфабриковані. Декстер Айзек, помічник виконавчого директора Джиммі Генчмана, зізнався у 2012 році, що він стріляв у Тупака за наказом Генчмана..
У червні 2015 року Комбса заарештували за напад за обтяжуючих обставин після сварки з футбольним тренером свого сина в Каліфорнійському університеті в Лос-Анджелесі. 2 липня звинувачення в нападі було знято за відсутністю доказів.
4 березня 2024 року музичний продюсер Родні «Lil Rod» Джонс, який вже подавав до суду на Комбса за сексуальне насильство, подав позов проти Комбса і його сина Джастіна, стверджуючи, що вони брали участь у «масовому» приховуванні своєї причетності до злочину, а саме розстрілу 30-річного чоловіка в «таборі письменників і продюсерів», який відбувався на студії звукозапису «Чаліс» Комбса в Лос-Анджелесі у вересні 2022 року.

### Звинувачення у сексуальних домаганнях
У травні 2017 року Сінді Руела, яка раніше працювала особистим кухарем Комбса, подала позов проти Комбса до Вищого суду округу Лос-Анджелес, заявляючи, серед іншого, про сексуальні домагання. Позов було врегульовано за нерозголошену суму в лютому 2019 року.
16 листопада 2023 року Кессі Вентура, з якою у Комбса були тривалі стосунки, подала на нього позов, звинувативши його в зґвалтуванні, сексуальній торгівлі та фізичному насильстві. У позові також припускалося, що Комбс був відповідальний за вибух автомобіля репера Кід Каді, з яким Вентура зустрічалася на момент підриву. Наступного дня Комбс і Вентура досягли нерозголошеної угоди, і позов було відхилено. 17 травня 2024 року CNN оприлюднила кадри спостереження, на яких Комбс нападає на Вентуру та б'є її в готелі в Сенчурі-Сіті 5-го березня 2016 року. Цей інцидент був одним із звинувачень, висунутих у позові.
23 листопада 2023 року проти Комбса було подано ще два позови двома іншими заявниками, які звинувачували його в сексуальному насильстві та порнопомсті. В одному з позовів стверджувалося, що в 1990 або 1991 році він і Аарон Холл вчинили сексуальне насильство над жінкою, а Комбс записав цей інцидент на відео.
6 грудня 2023 року до окружного суду Манхеттена було подано позов жінкою, яка стверджує, що Комбс зґвалтував її у 2003 році, коли їй було 17 років. У лютому 2024 року проти Комбса було подано п'ятий позов, коли на нього подав до суду музичний продюсер Родні «Lil Rod» Джонс. У справі стверджується, що Комбс накачав Джонса наркотиками і вчинив сексуальне насильство над ним, а також змусив його зайнятися сексом з повією. Дорослий син Комбса Джастін, його керівник апарату Крістіна Хоррам, генеральний директор Universal Music Group сер Люсьєн Грейндж та колишній генеральний директор Motown Records Ефіопія Хабтемаріам також були названі відповідачами за позовом Джонса. 1 березня 2024 року позивачу, який подав до суду на Комбса за інцидент 2003 року, було наказано розкрити свою особу. 13 травня 2024 року Universal Music Group і генеральний директор Лучіан Грейндж були виключені з позову після того, як адвокат Джонса Тайрон Блекберн зажадав, щоб їх негайно і з упередженням відхилили.
25 березня 2024 року об'єкти, пов'язані з Комбсом у Лос-Анджелесі, Нью-Йорку та Маямі, зазнали обшуків з боку Міністерства внутрішньої безпеки з використанням ордера на обшук Південного округу Нью-Йорка, пов'язаного з невказаним поточним розслідуванням. BBC повідомила, що федеральні агенти вилучили комп'ютери та інші електронні пристрої.
Газета Miami Herald повідомила, що федеральні агенти допитали Комбса в аеропорту Опа-Лока 25 березня 2024 року. Агенти конфіскували ряд електронних пристроїв і дозволили йому відправитися в заплановану відпустку на Антигуа і Барбуда.
27 березня 2024 року в документах, отриманих USA Today, говорилося, що Лiл Род, який 26 березня вніс поправки до свого позову, звинуватив Комбса в оплаті послуг секс-працівників. Актор Куба Гудінг-молодший також був названий як співвідповідач за позовом. У позові мається на увазі, що принц Гаррі та інші відомі особистості були пов'язані з Комбсом, щоб привертати гостей на його вечірки, але не звинувачувалися в будь-яких правопорушеннях.
4 квітня 2024 року Комбс і його син Крістіан були названі відповідачами в судовому процесі, в якому колишня співробітниця Грейс О'Маркі стверджувала, що Крістіан вчинив проти неї сексуальне насильство в грудні 2022 року, коли вона працювала стюардесою на яхті, зафрахтованій Комбсом. О'Маркі звинуватила Крістіана в сексуальному насильстві, сексуальних домаганнях і заподіянні емоційного стресу. Шон Комбс був включений до позову, в якому стверджувалося, що він допомагав і підбурював свого сина до нападу, заплатив, щоб приховати його згодом, і мав відповідальність за оренду яхти, на якій сталося передбачуване сексуальне насильство.
23 травня 2024 року Комбс був названий відповідачем у позові колишньої студентки New York Fashion Institute of Technology Ейпріл Лампрос, яка звинувачує Комбса в чотирьох випадках сексуального насильства з середини 1990-х до початку 2000-х років. У позові Комбс також звинувачується в нападі, нанесенні побоїв, необережному заподіянні емоційного стресу та порушенні закону про захист жертв гендерно-мотивованого насильства.
Ув'язнений штату Мічиган Деррік Лі Кардело-Сміт подав позов проти Комбса у червні 2024 року, стверджуючи, що Комбс сексуально напав на нього, що призвело до заочного рішення суду на суму $100 млн після того, як Комбс не з'явився на віртуальне слухання. З тих пір Комбс подав клопотання про призупинення виконання рішення суду, заперечуючи звинувачення і стверджуючи, що його ніколи не повідомляли про віртуальне слухання.
3 липня 2024 року колишня актриса фільмів для дорослих Адрія Інгліш подала на Комбса до суду, стверджуючи, що він займався її секс-торгівлею, змушуючи її до надання сексуальних послуг гостям на його «білих вечірках».
У вересні 2024 року колишня виконавиця Bad Boy Дон Річард подала позов проти Комбса за сексуальне насильство.
16 вересня 2024 року Комбс був заарештований слідчими Міністерства імміграції на Мангеттені після того, як велике журі висунуло йому звинувачення. Йому пред'явлено звинувачення в торгівлі людьми з метою сексуальної експлуатації та рекеті. Під час першої появи в суді у федеральному суді Манхеттена 17 вересня 2024 року Комбс не визнав себе винним. Під час цього судового засідання суддя-магістрат США Робін Тарнофський відмовила Комбсу у звільненні під заставу і наказала залишити його під вартою. Його адвокати запропонували заставу у розмірі 50 мільйонів доларів, але 18 вересня другий суддя, Ендрю Л. Картер-молодший, також відмовив у звільненні під заставу, оскільки він стурбований можливими погрозами або залякуванням потенційних свідків. Комбса утримують у Столичному центрі утримання в Брукліні.
24 вересня жінка подала позов проти Комбса, стверджуючи, що Комбс та його начальник служби безпеки накачали її наркотиками, зв'язали та зґвалтували в 2001 році, коли їй було 25 років.
На момент його арешту у вересні 2024 року газета Washington Post повідомила, що звинувачення у насильстві проти Комбса датуються ще 2008 роком.
27 вересня модель з Флориди подала позов проти Комбса, стверджуючи, що він накачав її наркотиками, вчинив сексуальне насильство і запліднив її. Один із спільників Комбса змусив її зробити аборт.
1 жовтня 2024 року було заявлено, що проти Комбса буде подано ще 120 позовів від обвинувачів. Найменшій жертві було 9 років на момент скоєння злочину.

#### Реакції індустрії та компаній
24 листопада 2023 року Macy's оголосила про припинення продажу одягу Sean John у своїх магазинах та онлайн, фактично завершивши партнерство. Через чотири дні Комбс пішов з посади голови Revolt TV. Tsuri, Nuudii System, Fulaba та House of Takura всі розірвали свої зв'язки з його інтернет-бізнесом Empower Global.
Hulu скасувала виробництво запланованого реаліті-шоу, яке мало бути присвячене Комбсу та його родині. Представник материнської компанії Hulu, The Walt Disney Company, заявив, що «шоу було на ранній стадії виробництва і наразі не знімається». 23 грудня 2023 року Академія звукозапису вирішила «переглянути» запрошення Комбса на 66-ту церемонію вручення премії Греммі, яка мала відбутися 4 лютого 2024 року. Він був номінований на найкращий прогресивний R&B альбом за Love Album: Off the Grid, але не був присутній на церемонії.
Під час живого виступу в листопаді 2023 року Кеша змінила вступні слова зі свого хіта 2009 року «Tik Tok» з «wake up in the morning feeling like P. Diddy» на «wake up in the morning feeling like just me». Під час виступу на Коачеллі разом із Рене Рапп у квітні 2024 року, Кеша змінила рядок на «wake up in the morning like fuck P. Diddy», демонструючи середній палець при цьому.
Вона також заявила в інтерв'ю, що планує постійно виконувати версію пісні з Coachella у майбутньому і закликала фанатів вивчити цю версію пісні, щоб співати разом на концертах.
Станом на квітень 2024 року, кількість радіотрансляцій та стрімінгів композицій Комбса знизилася на 88 % і 51.8 % відповідно. У травні 2024 року австралійський радіоведучий Став Девідсон та Сюзан Лей, заступниця лідера австралійської опозиції, закликали до бойкоту або постійної заборони музики Комбса на стрімінгових платформах та радіо. Фітнес-бренд Peloton Interactive видалив музику Комбса зі своїх занять та плейлистів, після попередньої заяви про «призупинення» її використання.
7 червня 2024 року Університет Говарда оголосив про скасування почесного докторського ступеня Комбсу. Вони також повернули його пожертву в розмірі 1 мільйона доларів і розірвали угоду про пожертвування. Дев'ять днів потому мер Нью-Йорка Ерік Адамс оголосив про скасування ключа міста, який був вручений Комбсу у вересні 2023 року. 28 червня 2024 року керівництво округу Маямі-Дейд скасували День Шона «Diddy» Комбса, міське свято, яке було запроваджено на його честь у Маямі-Біч 13 жовтня 2016 року.

## Альбоми

### Студійні альбоми
- 1997: No Way Out
- 1999: Forever
- 2001: The Saga Continues...
- 2002: We Invented the Remix
- 2006: Press Play
- 2010: Last Train to Paris (в складі Diddy — Dirty Money)
- 2015: MMM
- 2016: No Way Out 2
- 2023: The Love Album: Off the Grid